# Stazione di Kajiyashiki
La stazione di Kajiyashiki (梶屋敷駅?, Kajiyashiki-eki) è una fermata ferroviaria della città di Itoigawa della prefettura di Niigata, in Giappone.

## Linee
JR West
■ Linea principale Hokuriku

## Struttura
La fermata è costituita da un marciapiede a isola e uno laterale, con tre binari passanti, dei quali tuttavia solo due sono utilizzati. I binari non sono numerati, ed è possibile passare al marciapiede a isola a raso, attraverso i binari.
| Lato stazione | ■ Linea principale Hokuriku | per Nō e Naoetsu                |
| Lato campagna | ■ Linea principale Hokuriku | per Itoigawa, Toyama e Kanazawa |

## Stazioni adiacenti
| 《                        | Servizio                  | 》                        |
| Linea principale Hokuriku | Linea principale Hokuriku | Linea principale Hokuriku |
| ------------------------- | ------------------------- | ------------------------- |
| Itoigawa                  | -                         | Uramoto                   |